# Jacob Petrus
Jacob Petrus Torrano (Manresa, Barcelona, 8 de agosto de 1976) es un geógrafo, climatólogo y divulgador científico español en televisión. 

## Biografía
Se licenció en Geografía por la Universidad de Barcelona, con especialización en Climatología. Tras colaborar con varios medios del Grupo Prisa (El País, Cadena SER, Localia Televisión, CNN+...) (abril de 2000 - febrero de 2004), fue jefe de información meteorológica en Telemadrid nueve años (abril de 2004 - julio de 2013), para pasar en agosto de 2013 a formar parte del equipo de El tiempo de RTVE. 
En la actualidad, desde mayo de 2014, es presentador de Aquí la Tierra, magacín divulgativo que trata la influencia de la climatología y la meteorología tanto a nivel personal como global. 
Desde 2017 y también en TVE, copresenta la Gala Inocente, Inocente junto a Juanma López Iturriaga, Anne Igartiburu y Carolina Casado y desde 2018 la Cabalgata de Reyes Magos –en 2018 y 2020 con Marta Solano, en 2019 con Julia Varela y en 2022 con Marta Solano y Lucrecia–, además de participar en Telepasión desde 2014. Presentó las Campanadas 2021-22 con Anne Igartiburu en RTVE, sustituyendo a Ana Obregón, después de que esta diese positivo en COVID-19.
Desde octubre de 2024 colabora en Extra Mañaneros, previo al Telediario, de las 15.00 h. 
Ha sido colaborador de programas de RNE, como Las mañanas de RNE, de Pe a Pa y Gente despierta. También en revistas GEO y Muy Interesante y en el diario Público.

## Programas de televisión
| Año             | Programa                 | Cadena | Notas                               |
| --------------- | ------------------------ | ------ | ----------------------------------- |
| 2014 – presente | Aquí la Tierra           | La 1   | Presentador y director              |
| 2014 – presente | Telepasión               | La 1   | Participante                        |
| 2017 – presente | Gala Inocente, Inocente  | La 1   | Presentador                         |
| 2021 – 2022     | Campanadas de fin de año | La 1   | Presentador junto a Anne Igartiburu |

## Obras
- Aquí la Tierra: ¿cómo nos afecta el clima? (2015).[6]

## Premios y distinciones
- Premio Imagen de la Sociedad Geográfica Española 2016.
- Premio al divulgador en defensa del medio ambiente. Premios Pura Vida 2020.
- Premio Energía Eléctrica 2024, que concede la Asociación de Empresas de Energía Eléctrica (Aeléc) por su “aporte crucial en la sociedad” y por ofrecer “una mirada diferente sobre cómo combatir el cambio climático”.[7]
- Premio a la Conservación de la Biodiversidad de la Fundación BBVA 2024, en reconocimiento a su trayectoria en el periodismo medioambiental televisivo. [8]
- IX Premio Recyclia de Medio Ambiente en la categoría ‘Apoyo de una Personalidad al Fomento del Reciclaje’, por "sus más de 25 años de trayectoria divulgativa, lo que le ha convertido en uno de los comunicadores referentes de nuestro país en el ámbito de la sostenibilidad y la preservación del medio ambiente" [9]